# Hahnenkamm
Ne doit pas être confondu avec Hahnenkamm (Alpes d'Allgäu).
Le Hahnenkamm (littéralement « crête du Coq ») est un sommet des Alpes, à 1 712 m d'altitude, dans les Alpes de Kitzbühel, en Autriche (Tyrol).
Il accueille la célèbre piste de la Streif, à Kitzbühel, qui donne lieu à une fameuse épreuve de la coupe du monde de ski alpin.